# ロシア・ナショナル・フットボールリーグ
ロシア・ファースト・リーグ（ロシア語: Первая лига, 英語: Russian First League）は、ロシアにおけるプロサッカーの2部リーグである。
リーグは全18クラブで構成されており、シーズン終了後に上位チームはプレミアリーグに昇格し、下位チームはセカンドリーグ（3部相当）に降格となる。

## 歴史
1991年のソビエト連邦の崩壊に伴い、かつてのソビエト連邦サッカーリーグに所属していたロシアのクラブは、トップディビジョンに組み入れられた。初めの2シーズンは「東中西」の3地区に分かれ、それぞれの地区で優勝が争われたが、1994年に再編された。リーグはかつてロシア・プロサッカーリーグ（PFL）によって運営されていたが、2011年よりフットボールナショナルリーグによって管理されている。
2022-23シーズンより、リーグのチーム数は20から18に減少した。2022年6月10日、リーグ名を「ロシア・ナショナル・フットボールリーグ」から「ロシア・ファースト・リーグ」に変更した。

## 所属クラブ
2017-18シーズン
| クラブ名                           | ホームタウン         | ホームスタジアム                       | 収容人数 |
| ---------------------------------- | -------------------- | -------------------------------------- | -------- |
| ファケル・ヴォロネジ               | ヴォロネジ           | Tsentralnyi Profsoyuz                  | 34,800   |
| クリリヤ・ソヴェトフ・サマーラ     | サマーラ             | メタルルグ・スタディオン               | 33,001   |
| クバン・クラスノダール             | クラスノダール       | クバン・スタジアム                     | 31,654   |
| シンニク                           | ヤロスラヴリ         | シンニク                               | 23,012   |
| エニセイ                           | クラスノヤルスク     | ツェントラーリヌイ                     | 22,500   |
| FKヴォルガリ・アストラハン         | アストラハン         | スタディオン・ツェントラリヌィイ       | 21,500   |
| FKオリンピエツ・ニジニ・ノヴゴロド | ニジニ・ノヴゴロド   | ニジニ・ノヴゴロド・スタジアム         | 17,800   |
| バルチカ                           | カリーニングラード   | バルチカ                               | 14,660   |
| チュメニ                           | チュメニ             | Geolog                                 | 13,057   |
| シビル                             | ノヴォシビルスク     | スパルタク                             | 12,500   |
| FKアヴァンガルト・クルスク         | クルスク             | スタディオン・トルドヴィエ・レゼルヴィ | 11,329   |
| ルチ-エネルギア                    | ウラジオストク       | ディナモ                               | 10,500   |
| FCトム・トムスク                   | トムスク             | トルード・スタジアム                   | 10,500   |
| FKオレンブルク                     | オレンブルク         | ガゾヴィク・スタジアム                 | 7,500    |
| タンボフ                           | タンボフ             | スパルタク・スタジアム                 | 6,500    |
| ヒムキ                             | ヒムキ               | ロディナ・スタジアム                   | 5,083    |
| FCロートル・ヴォルゴグラード       | ヴォルゴグラード     | セントラル・スタジアム                 | 3,500    |
| FKディナモ・サンクトペテルブルク   | サンクトペテルブルク | MSAペトロフスキー                      | 3,015    |
| ゼニト-2                           | サンクトペテルブルク | MSAペトロフスキー                      | 3,015    |
| スパルタク-2                       | モスクワ             | Spartak Academy                        | 2,700    |

## 歴代優勝クラブ・得点王
| シーズン | 優勝クラブ                                                                                   | 昇格クラブ                                      | 得点王 |
| -------- | -------------------------------------------------------------------------------------------- | ----------------------------------------------- | --- |
| 1992     | ジェムチュジナ・アメルス (西地区) KAMAZ (中地区) ルチ (東地区)                               | -                                               | ゴグリチャニ (ジェムチュジナ, 西地区) - 26 テリョヒン (ソコル, 中地区) - 27 カルタショフ (イルティシュ, 東地区) - 19              |
| 1993     | チェルノモレツ (西地区、昇格できず) ラーダ・トリヤッチ (中地区), ディナモ＝ガゾビク (東地区) | -                                               | ブルジン (チェルノモレツ, 西地区) - 25 フィリモノフ (ズベズダ・ペルミ, 中地区) - 37 カモルトセフ (ディナモ=ガゾビク, 東地区) - 22 |
| 1994     | チェルノモレツ                                                                               | ロストセルマッシュ                              | シリン (バルチカ) - 35 |
| 1995     | バルチカ                                                                                     | ラーダ・トリヤッチ ゼニト                       | ブラトフ (バルチカ) - 29 |
| 1996     | ディナモ＝ガゾビク                                                                           | シンニク ファケール・ヴォロネジ                 | キラソニア (Lサンクトペテルブルク) - 22                                                                                           |
| 1997     | ウララン                                                                                     | -                                               | チェルノフ (ラダ=グラード) - 29                                                                                                   |
| 1998     | サトゥルン・ラメンスコーエ                                                                   | Lニジニ・ノヴゴロド                             | アンドラジーナ (アーセナル・トゥーラ) - 27                                                                                        |
| 1999     | アンジ                                                                                       | ファーケル・ヴォロネジ                          | パラモノフ (アムカル) - 23 |
| 2000     | ソコル・サラトフ                                                                             | トルペド-ZIL                                    | フェドコフ (ソコル・サラトフ) - 26                                                                                                |
| 2001     | シンニク                                                                                     | ウララン                                        | カクニン (ネフテヒミク) - 20 |
| 2002     | ルビン・カザン                                                                               | チェルノモレツ                                  | カモルツェフ (チェルノモレツ) - 20 シャラゼ (ルビン・カザン) - 20                                                                 |
| 2003     | アムカル                                                                                     | クバン・クラスノダール                          | パノフ (Dサンクトペテルブルク) - 23                                                                                               |
| 2004     | テレク・グロズヌイ                                                                           | トム・トムスク                                  | フェドコフ (テレク・グロズヌイ) - 38                                                                                              |
| 2005     | ルチ・エネルギア                                                                             | スパルタク・ナリチク                            | アルヒモフ (ロコモティフ・チタ) - 24                                                                                              |
| 2006     | ヒムキ                                                                                       | クバン・クラスノダール                          | アルヒモフ (ウラル) - 25 |
| 2007     | シンニク                                                                                     | テレク・グロズヌイ                              | アキモフ (シビル) - 34 |
| 2008     | FCロストフ                                                                                   | クバン・クラスノダール                          | ポポフ (Tモスクワ/チェルノモレツ) - 24                                                                                            |
| 2009     | アンジ                                                                                       | シビル アラニア・ウラジカフカス                 | メドヴェージェフ (シビル) - 18 |
| 2010     | クバン・クラスノダール                                                                       | ヴォルガ クラスノダール                         | マルツヴァラーゼ (ヴォルガ) - 21                                                                                                  |
| 2011-12  | モルドヴィア・サランスク                                                                     | アラニア・ウラジカフカス                        | ムハメツィン (モルドヴィア) - 31                                                                                                  |
| 2012-13  | ウラル・スヴェルドロフスク・オブラスト                                                       | トム・トムスク                                  | ゴグニイェフ (ウラル・スヴェルドロフスク・オブラスト) - 17                                                                        |
| 2013-14  | モルドヴィア・サランスク                                                                     | アルセナル・トゥーラ トルペド・モスクワ ウファ  | クティイン (アルセナル・トゥーラ) - 19                                                                                            |
| 2014-15  | クリリヤ・ソヴェトフ・サマーラ                                                               | アンジ・マハチカラ                              | ボリ (アンジ・マハチカラ) - 15 |
| 2015-16  | オレンブルク                                                                                 | アルセナル・トゥーラ トム・トムスク             | アルチョム・デリキン (オレンブルク) - 16 ハサン・マムトフ (チュメニ) - 16 マクシム・ジトネフ (シビル・ノヴォシビルスク) - 16      |
| 2016-17  | ディナモ・モスクワ                                                                           | トスノ SKA-エネルギア・ハバロフスク             | キリル・パンチェンコ (ディナモ・モスクワ) - 24                                                                                    |
| 2017-18  | オレンブルク                                                                                 | クリリヤ・ソヴェトフ エニセイ・クラスノヤルスク | アルチョム・クリシェフ (ディナモ・サンクトペテルブルク) - 17                                                                      |
| 2018-19  | タンボフ                                                                                     | ソチ                                            | マクシム・バルソフ (ソチ) - 19 |
| 2019-20  | ロートル・ヴォルゴグラード                                                                   | ヒムキ                                          | アレクサンドル・ルデンコ (スパルタク-2 モスクワ) - 14 イヴァン・セルゲーエフ (トルペド・モスクワ) - 14                            |
| 2020-21  | クリリヤ・ソヴェトフ・サマーラ                                                               | オリンピエツ・ニジニ・ノヴゴロド                | イヴァン・セルゲーエフ (トルペド・モスクワ) - 40                                                                                  |